# Mo landskommun, Hälsingland
För andra landskommuner med detta namn, se Mo landskommun.
Mo landskommun var en tidigare kommun i  Gävleborgs län.

## Administrativ historik
Kommunen bildades 1863 av Mo socken i Hälsingland genom 1862 års kommunalförordningar, då samtliga Sveriges då cirka 2 500 kommuner inrättades.
Kommunreformen 1952 innebar för Mos del att kommunen upplöstes och området gick upp i Söderala landskommun, vilken i sin tur år 1971 blev en del av  Söderhamns kommun.

## Politik

### Mandatfördelning i valen 1938-1946
| 2 | 10 | 1 | 4 | 1 | 2 |

| 20 |

| 1 | 12 | 5 | 1 | 1 |

| 20 |

| 2 | 10 | 7 | 1 |

| 19 |